# Reichraming
Reichraming – gmina w Austrii, w kraju związkowym Górna Austria, w powiecie Steyr-Land. Według danych Austriackiego Urzędu Statystycznego liczyła 1741 mieszkańców (1 stycznia 2015).